# شيدر-شفالنبرغ
شيدر اشوالنبرغ (بالألمانية: Schieder-Schwalenberg) هي بلدة ألمانية تقع في ألمانيا في ليبه. يقدر عدد سكانها بـ 8,982 نسمة .